# The Sopranos: Road to Respect
The Sopranos: Road to Respect é um jogo eletrônico de 2006, com base na série da HBO, Os Sopranos, que foi ao ar de 10 de janeiro de 1999 a 10 de junho de 2007. Foi lançado em 7 de novembro de 2006.
O enredo do jogo ocorre entre a quinta e sexta temporadas, e o personagem central do game é o filho bastardo de Big Pussy Bonpensiero, Joey LaRocca, e como ele faz o seu caminho através dos negócios da família.

## Jogabilidade
O jogador é capaz de assumir as missões dos personagens principais da série em certos pontos do jogo. Jogabilidade tipo de mundo aberto, como na série Grand Theft Auto. No entanto, os jogadores são capazes de com outros membros da família e visitar Bada Bing. Ao contrário do programa de TV, o jogo concentra-se quase que exclusivamente no aspecto da máfia de Os Sopranos, em vez de a mistura de família / negócio / terapia que os fãs da série se acostumaram.